# Tanya Kahana
Tanya Kahana (* 21. Oktober 1985 in Tel Aviv) ist eine deutsche Synchronsprecherin sowie Hörspiel- und Hörbuchsprecherin.

## Leben
Kahana wuchs in Berlin auf und leiht seit ihrem 10. Lebensjahr Rollen in Kinofilmen, Fernsehserien, Hörspielen, Werbung und Computerspielen ihre Stimme – unter anderem den Schauspielerinnen Elisabeth Moss, Meghan Markle, Jennifer Lawrence, Hayden Panettiere, Zoë Kravitz, Kate McKinnon, Nina Dobrev, Kat Dennings, Leighton Meester, Victoria Justice und dem Schauspieler Elliot Page. Sie wirbt mit ihrer Stimme unter anderem für Nike, Weight Watchers und Otto und ist die Station-Voice des TV-Senders N24 Doku und des Radiosenders You FM.
Kahana lebt und arbeitet abwechselnd in Berlin und der Bretagne.

## Sprechrollen (Auswahl)

### Filme
- 1996: Auge um Auge für Alexandra Kyle als Megan McCann
- 1997: Harriet die kleine Detektivin für Michelle Trachtenberg als Harriet M. Welsch
- 1997: Speed 2
- 1998: Der König der Löwen 2 – Simbas Königreich für Lacey Chabert als Vitani
- 1999: Aus Liebe zum Spiel für Jena Malone als Heather
- 2005: Breakfast on Pluto für Ruth Negga als Charlie
- 2006: Dance! Jeder Traum beginnt mit dem ersten Schritt für Yaya DaCosta als LahRette
- 2006: Eragon – Das Vermächtnis der Drachenreiter für Joss Stone als Angela
- 2006: Rocky Balboa für Angela Boyd als Angie
- 2006: Silent Hill für Tanya Allen als Anna
- 2007: Hairspray für Nikki Blonsky als Tracy Turnblad
- 2007: Stirb langsam 4.0 für Mary Elizabeth Winstead als Lucy McClane
- 2007: The Messengers für Kristen Stewart als Jessica Solomon
- 2007: Bratz – Genie Magic als Sasha
- 2008: Juno für Elliot Page als Juno MacGuff
- 2008: Step Up to the Streets für Briana Evigan als Andie West
- 2009: (500) Days of Summer für Zooey Deschanel als Summer Finn
- 2009: I Love You, Beth Cooper für Hayden Panettiere als Beth Cooper
- 2009: LOL (Laughing Out Loud) für Christa Théret als Lola
- 2009: Der Womanizer – Die Nacht der Ex-Freundinnen für Christina Milian als Kalia
- 2010: Werwolf wider Willen für Victoria Justice als Jordan Sands
- 2010: Triple Dog für Scout Taylor-Compton als Liza
- 2010: Black Swan für Ksenia Solo als Veronica
- 2010/11: Gelobtes Land für Perdita Weeks als Eliza
- 2011: Scream 4 für Hayden Panettiere als Kirby Reed
- 2011: The Roommate für Leighton Meester als Rebecca Evans
- 2011: Plötzlich Star für Leighton Meester als Meg
- 2011: Planet der Affen: Prevolution für Freida Pinto als Caroline Aranha
- 2011: Auf brennender Erde für Jennifer Lawrence als Mariana
- 2012: Vielleicht lieber morgen für Nina Dobrev als Candace
- 2012: Ralph reichts für Mindy Kaling als Taffyta Muttonfudge
- 2014: Step Up: All In für Briana Evigan als Andie West
- 2014: X-Men: Days of Future Past für Elliot Page als Shadowcat
- 2014: Die Bestimmung – Divergent für Zoë Kravitz als Christina
- 2015: Die Bestimmung – Insurgent für Zoë Kravitz als Christina
- 2015: Alles steht Kopf für Mindy Kaling als Ekel
- 2015: Im Herzen der See für Charlotte Riley als Peggy Gardner Chase
- 2015: Life Partners für Leighton Meester als Sasha
- 2015: Mad Max: Fury Road für Zoë Kravitz als Toast
- 2015: Let’s be Cops – Die Party Bullen für Nina Dobrev als Josie
- 2016: Nerve für Emily Meade als Sydney
- 2016: Ghostbusters (2016) für Kate McKinnon als Jillian Holtzman
- 2016: Why him? für Zoe Deutch als Stephanie
- 2016: Tallulah für Elliot Page als Tallulah
- 2016: Die Überglücklichen für Micaela Ramazzotti als Donatella Morelli
- 2016: xXx: Die Rückkehr des Xander Cage für Nina Dobrev als Becky
- 2016: Café Society für Anna Camp als Candy
- 2016: Ride Along: Next Level Miami für Tika Sumpter als Angela Payton
- 2017: Baywatch für Kelly Rohrbach als CJ
- 2017: Flatliners für Nina Dobrev als Marlo
- 2017: Girls’ Night Out für Kate McKinnon als Kiwi/Pippa
- 2023: Scream VI für Hayden Panettiere als Kirby Reed
- 2024: Maboroshi für Reina Ueda als Mutsumi Sagami
- 2024: Alles steht Kopf 2 für Liza Lapira als Ekel

### Serien
- 1996–1997: Full House für Mary-Kate und Ashley Olsen als Michelle Elizabeth Tanner
- 2003: Magister Negi Magi als Asuna Kagurazaka
- 2003–2004: Die Ewigkeit, die Du Dir wünschst als Mitsuki Hayase
- 2003–2005: Die himmlische Joan für Becky Wahlstrom als Grace Polk
- 2003–2006: Teenage Robot als Jenny Wakeman/XJ-9
- 2004–2005: O.C., California für Nikki Griffin als Jess Sathers
- 2004–2006: Pretty Cure als Nagisa Misumi
- 2004–2007: Veronica Mars für Tessa Thompson als Jackie Cook
- 2004–2008: Instant Star für Alexz Johnson als Jude Harrison
- 2004–2008: Yu-Gi-Oh! GX als Alexis Rhodes
- 2005–2008: Avatar – Der Herr der Elemente als Mai
- 2006: Digimon Data Squad als Nanami
- 2006: Rebelde Way – Leb dein Leben für Camila Bordonaba als Marizza Pía Spirito
- 2006–2008: Blood Ties für Gina Holden als Coreen Fennel
- 2006–2008: Einfach Cory für Maiara Walsh als Meena Paroom
- 2006–2010: The Hills für Heidi Montag als Heidi Montag
- 2006–2010: Heroes für Hayden Panettiere als Claire Bennett
- 2007–2008: Bakugan – Spieler des Schicksals als Daisy
- 2007–2008: Prison Break für Cynthia Kaye McWilliams als Kacee Franklin
- 2007–2012: Gossip Girl für Leighton Meester als Blair Waldorf
- 2008–2010: Sonny Munroe für Tiffany Thornton als Tawni Hart
- 2008: El Cazador de la Bruja für Shizuka Itō als Nadie
- 2009: Claymore – Schwert der Rache als Jean
- 2009–2011: Human Target für Janet Montgomery als Ames
- 2009–2013: Die Pinguine aus Madagascar als Marlene
- 2009–2015: Glee für Amber Riley als Mercedes Jones
- 2010: iCarly: Vier Fäuste für iCarly für Victoria Justice als Shelby Marx
- 2010: Michiko & Hatchin als Bebeh
- 2010: Scrubs – Die Anfänger für Kate Micucci als Stephanie Gooch
- 2011: Angel Beats als Yuri Nakamura
- 2011–2012: Degrassi – The Next Generation für Nina Dobrev als Mia Jones
- 2012: My Little Pony – Freundschaft ist Magie für Kathleen Barr als Königin Chrysalis
- 2010–2013: Victorious für Victoria Justice als Tori Vega
- 2010–2017: Vampire Diaries für Nina Dobrev als Elena Gilbert/Katherine Pierce/Amara
- 2011: Gigantic für Grace Gummer als Anna Moore
- 2011–2018, seit 2019: Bob’s Burgers als Louise Belcher
- Seit 2012: Monster High als Toralei Stripe
- 2012–2019: Winx Club als Icy
- 2012–2017: 2 Broke Girls für Kat Dennings als Max
- 2013: Lucky Fred als Brianna
- 2013: Devious Maids als Flora
- 2013–2016: Arrow für Caity Lotz als Sara Lance
- 2013–2016: Lost Girl für Ksenia Solo als Kenzi
- 2013–2018: Nashville für Hayden Panettiere als Juliette Barnes
- 2013–2018: Suits für Meghan Markle als Rachel Zane
- 2014: Clannad für Ryō Hirohashi als Kyou Fujibayashi
- 2014–2017: The Mindy Project für Mindy Kaling als Mindy Lahiri
- 2014–2018: Star Wars Rebels für Vanessa Marshall als Hera Syndulla
- 2014: The Originals für Nina Dobrev als Tatia
- 2015: DanMachi für Ai Kayano als Asfi Al Andromeda
- 2015–2016: Mr Selfridge für Sacha Parkinson als Connie
- 2015–2017: The Royals für Alexandra Park als Prinzessin Eleanor Henstridge
- 2016–2020: Profiling Paris für Sophie de Fürst als Emma Tomasi
- 2016–2019: Victoria für Nell Hudson als Miss Skerret
- 2016–2018: Fortitude für Sienna Guillory als Natalie Yelburton
- 2016: Crisis in Six Scenes für Rachel Brosnahan als Ellie
- 2016–2017: Legends of Tomorrow für Caity Lotz als Sara Lance
- 2017: Fargo für Mary Elizabeth Winstead als Nikki Swango
- 2017: Chicago PD für Milauna Jackson als Laila Davis
- 2017–2025: The Handmaid’s Tale – Der Report der Magd für Elisabeth Moss als June Osborne
- 2020: Navy CIS: New Orleans für Chelsea Gilligan
- 2020: Dollface für Kat Dennings als Jules Wiley
- 2021: Star Wars: The Bad Batch für Vanessa Marshall als Hera Syndulla
- 2022–2023: How I Met Your Father für Leighton Meester als Meredith

### Hörspiele
Für den SWR arbeitete Kahana an den Hörspielproduktionen Delhi (2005) und Kerstin und ich (2007) unter der Regie von Oliver Sturm mit. In der Hörspielreihe Caine (2006) des Labels Lausch war sie in der Folge Das Amulett von Kyan ‘Kor zu hören. 2010 beteiligte sie sich bei den Vertonungen von Literaturklassikern, die vom Verlag Titania Medien herausgegeben wurden. So sprach sie in Alice im Wunderland von Lewis Carroll die Schwester von Alice, in Northanger Abbey von Jane Austen Isabella Thorbe, in Der Sandmann von E.T.A. Hoffmann die Clara und in Nußknacker und Mausekönig des gleichen Autors die Luise. In der Hörspielserie Mark Brandis spielt sie eine wiederkehrende Rolle als Lt. Louise Demnitz. In der Großproduktion Die Letzten Helden spricht sie die Hauptrolle Samantha.
In der Hörspielserie Monster 1983 sprach Kahana den Charakter Diana/Velvet. 2022 spielte sie die Hauptrolle in der Audible-Hörspielserie Harper Green.

### Videospiele
- Yuna in Kingdom Hearts 2
- Bethany in Dragon Age 2
- Kaniehti:io (Ziio) in Assassin’s Creed III
- Amita in Far Cry 4
- Sam alias Hayden Panettiere in Until Dawn
- Soha die Schatzjägerin in Blade and Soul (MMORPG)
- JEANIE in Mario + Rabbids Sparks of Hope[2]

## Hörbücher (Auswahl)
- 2019: Sally Green: Die Verschwörung von Brigant (gemeinsam mit Wanja Gerick, Marius Clarén, Maximilian Artajo und Dagmar Bittner), Der Audio Verlag, ISBN 978-3-7424-1183-9
- 2022: Lena Kiefer: Westwell – Heavy & Light (Westwell 1, gemeinsam mit Julian Tennstedt), Lübbe Audio, ISBN 978-3-96635-252-9 (Hörbuch-Download)
- 2023: Rebecca Serle: Ein Sommer in Italien, der Hörverlag, ISBN 978-3-8445-4909-6 (Hörbuch-Download)
- 2024: Maren Vivien Haase: Belladaire Academy of Athletes – Misfits, Random House Audio & Audible, ISBN 978-3-8371-6609-5 (Hörbuch-Download, Belladaire Academy 3, mit Nicolás Artajo)
- 2024: Antonia Wesseling: Insight – Dein Leben gehört mir, Argon Verlag & BookBeat, ISBN 978-3-7324-7283-3 (mit Vincent Fallow)